# Nemonyx canescens
Nemonyx canescens là một loài bọ cánh cứng trong họ Nemonychidae. Loài này được Solsky miêu tả khoa học đầu tiên năm 1881.